# Máximo Pajares Barón
Máximo Pajares Barón (Paredes de Nava, 1925 - Cádiz, 21 de febrero de 2014) fue un profesor, musicólogo, compositor y maestro de capilla español.

## Vida
Máximo Pajares Barón nació en 1825 en Paredes de Nava, en la provincia de Palencia. Se formó musicalmente en el Conservatorio Superior de Madrid con Enrique Massó y Conrado del Campo y posteriormente en el de Conservatorio de Sevilla, con Manuel Castillo y Luis Blanes.
En 1952 obtuvo el cargo de maestro de capilla de la Catedral de Cádiz por oposición, posición en la que permaneció hasta su dimisión en 1984. El cargo iba unido a una canonjía, a la que accedió al mismo tiempo. Además, fue profesor de Música en la Escuela de Magisterio y de la Facultad de Ciencias de la Educación de la Universidad de Cádiz y director de la Coral del Seminario.
Falleció en Cádiz, el 21 de febrero de 2014, a los 89 años. Fue enterrado en su pueblo natal.

## Obra
Máximo Pajares Barón fue autor de dos libros de música religiosa:
- Pajares Barón, Máximo (1993). Catalogo del archivo de música de la Catedral de Cádiz. Junta de Andalucía. Consejería de Cultura - Centro de Documentación Musical de Andalucía. ISBN 84-87769-12-8. Consultado el 1 de abril de 2023.
- Pajares Barón, Máximo (1993). Francisco Losada (h. 1612-1667). Vida y obra de un Maestro de Capilla. Junta de Andalucía. Consejería de Cultura - Centro de Documentación Musical de Andalucía. ISBN 84-7786-049-1. Consultado el 1 de abril de 2023.

El primero se trata del catálogo del archivo de música de la Catedral de Cádiz y el segundo una biografía del maestro de capilla Francisco Losada. Además escribió Sebastián Raval: 6 Cánones (1985), además del artículo «Franz Liszt en Sevilla y en Cádiz (diciembre, 1784-enero, 1845)».
Entre sus composiciones musicales, se pueden destacar Cantus Majoris Hebdomadae (1949-1959) a cuatro voces, Laetatus sum (1953), Credidi (1956), Responsoria (1969) todos en latín; los villancicos Alegría, alegría; Arre, borriquita; Blanco es el Niño; Campanita de Belén; Cantemos, pastores; Niño chiquitito; Nochebuena; San José con el gozo; Señor San Gabriel; Si el niño tiene frío; Yo soy Vicentillo.